# Otto von Ramin (Politiker)
Otto Friedrich Gebhard von Ramin (* 15. Juli 1815 in Wartin, Kreis Randow; † 5. Juli 1882 in Brunn, Kreis Randow) war ein deutscher Verwaltungsbeamter, Rittergutsbesitzer und Parlamentarier.

## Leben
Otto von Ramin studierte an der Rheinischen Friedrich-Wilhelms-Universität Bonn und der Friedrich-Wilhelms-Universität Berlin Rechts- und Kameralwissenschaften. 1834 wurde er Mitglied des Corps Rhenania Bonn. Er trat nach dem Studium in den preußischen Staatsdienst und wurde Geh. Regierungsrat in Stettin. Er war Besitzer der Rittergüter Brunn und Günnitz im Kreis Randow. 1850 wurde er Ehrenritter des Johanniterordens, 1856 erhielt er den Roter Adlerorden IV. Klasse.
Ramin saß von 1849 bis 1852 und von 1855 bis zu seiner Mandatsniederlegung im September 1856 als Abgeordneter des Wahlkreises Stettin 2 im Preußischen Abgeordnetenhaus. In der 1. Legislaturperiode gehörte er der Fraktion Auerswald-Schwerin und in der 2. Legislaturperiode der Fraktion der Rechten an. Seine Fraktionszugehörigkeit in der 4. Legislaturperiode ist nicht überliefert. Von 1865 bis zu seinem Tod 1882 gehörte er als vom König „aus besonderem Vertrauen“ ernanntes Mitglied dem Preußischen Herrenhaus an.

## Familie
Er heiratete am 14. November 1839 Antonie von Borcke (* 18. September 1818; † 29. September 1882). Das Paar hatte mehrere Kinder:
- Ludwig Friedrich (* 13. Dezember 1840; † 24. Januar 1911), Herr auf Brunn, Günnitz und Langenhagen ⚭ 1868 Luise Karoline Emilie Auguste von Ludwiger (* 29. Februar 1840; † 20. April 1925)
- Paul Friedrich Otto (* 26. März 1844; † 15. Januar 1922), Rittmeister ⚭ 1882 Gunhild Elsbeth Helene von Ramin (* 2. Dezember 1863)
- Otto Friedrich Bogislaw (* 25. Oktober 1845; † 2. August 1913), Rittmeister ⚭ 1870 Gertrud von Wrochem (* 23. März 1851; † 1. Mai 1928)
- Helene Sidonie Antonnie (* 9. Juni 1847) ⚭ 1869 Ludwig von Ziethen († 14. Dezember 1901), Herr auf Radewitz
- Mathilde Pauline (* 6. April 1854) ⚭ 1875 Ferdinand von Suchodoletz, Major a. D.
- Eleonore Olga Regine (* 3. Juni 1858) ⚭ Kurt von Madai (* 8. Mai 1852; † 17. November 1906), Oberst a. D.